# Aleksandrs Laime
Aleksandrs Laime, aussi connu sous les noms d'Alejandro Laime et de Alexander Laime, né le 9 juillet 1911 à Riga et mort le 21 mars 1994 au Parc national Canaima, est un explorateur d'origine lettone. Il est le premier homme connu à avoir atteint Salto Angel, la chute la plus haute du monde, à pied. Il a aussi établi un camp touristique à Canaima au Venezuela avec Charles Baughan dans le but d'attirer les touristes à la chute.

## Biographie

### Enfance et adolescence
Né à Riga en 1911, Aleksandrs Laime a grandi dans le quartier de Grīziņkalns et a été intéressé depuis son tout jeune âge par les histoires d'aventure et le transport maritime. À quinze ans, il apprend les bases de la voile au Ķīšezers. Ses amis et lui ont plus tard volé un voilier et sont allés à Liepāja. Ils avaient planifié atteindre la Suède par la mer Baltique, mais ont rencontré une tempête et ont fait naufrage sur l'île estonienne de Saaremaa. À seize ans, il effectue un trajet à pied à travers la France de Paris. Lorsqu'il atteint Marseille, ce dernier s'embarque sur un navire marchand pour l'Égypte et s'établit au Caire, où il vit pendant quelques mois, jusqu'au moment où ses parents lui envoient de l'argent pour retourner à la maison.
De retour à Riga, il effectue ses études et obtient un diplôme d'arpentage à l'université technique de Riga. En 1936, son ami et lui atteignent Dantzig en voilier, où ils troquent ce dernier pour des kayaks pour traverser la Pologne. Ils voulaient atteindre la mer Noire, mais en ont été empêchés par des gardes-côtes roumains. Même si son ami retourne en Lettonie, Laime n'y retourne pas et décide cependant d'aller à Paris à vélo.
Durant un voyage en voilier en 1939 dans le but d'atteindre l'Afrique, Laime est arrêté à Kiel dû à la  Seconde Guerre mondiale. Il parvient néanmoins à s'y rendre en passant par le Royaume-Uni et l'Espagne. Il longe les côtes africaines jusqu'à atteindre Le Cap, d'où il embarque sur un navire marchand pour l'Amérique. Il explore les côtes du Canada et des États-Unis avant d'atterrir en 1940 à Caracas. Il y établit domicile.

### Aleksandrs Laime auVénézuela
Après son arrivée au pays, Laime mène plusieurs expéditions à travers les jungles du sud du Venezuela. Durant ses premières années, il y travaille comme topographe dans le département de la construction routière. Il travaille aussi pendant un certain temps pour les compagnies pétrolières Socony et Ingenerie de Orinoko. À sa première visite à Canaima, en 1942, ce dernier décide d'y établir sa résidence. Avec d'autres partenaires européens, dont Charles Baughan, il décide de développer le tourisme à Canaima. Ils y construisent un aérodrome, en plus d'habitations destinées aux visiteurs. En 1949, il joint l'expédition de Ruth Robertson vers Salto Angel à pied pour arpenter et sonder la région. En 1955, il atteint le sommet de l'Auyan Tepuy et devient le premier à atteindre, avec son partenaire indigène Manuel Fiorentino, l'avion écrasé de Jimmy Angel au sommet du Salto Angel. Il explore le sommet du Tepuy et nomme plusieurs rivières qu'il vient de découvrir. Il nomme la rivière dans laquelle le Salto Angel se poursuit Gauja, du même nom d'une rivière lettone. Son nom pouvait aussi s'écrire Rio Gauya. Il nomme trois autres rivières après des noms de rivières en Lettonie, la Venta, la Daugava et l'Ogre. Il s'est marié à Vilma Laime, qui meurt en 2009 dans sa résidence de Huntingdon Valley (en) en Pennsylvanie. Ses descendants vivent tous en Pennsylvanie et dans l'état voisin du New Jersey.

#### Recherche de la Rivière d'or
Après avoir entendu parler de la fameuse rivière d'or de Jimmy Angel, Laime, comme beaucoup de ses comparses, a décidé de partir à sa recherche. Cependant, on n'a jamais su s'il la vraiment trouvée. À sa mort, 20 000 $ USD ont été retrouvés dans une boîte de conserve sous l'âtre de sa maison de l'Isla Orquidea, à deux heures en aval de Canaima, contribuant au mystère de s'il l'a trouvée ou non.

#### Décès
Le 20 mars 1994, Laime descend le Río Churun pour y entreposer les provisions pour semaines à venir, comme il le faisait souvent. Il est par la suite allé voir la femme de Ramon Jimenez, Maria le cherchant. Il lui a fait part de ses douleurs au ventre et a dit sentir sa fin venir. Il a prétendument dit vouloir gravir une dernière fois le grand Tepuy pour y mourir, puis est allé au Waku Lodge pour prendre un rafraîchissement. Il est mort peu après dans la salle de bain, victime d'une crise cardiaque.